# Lovci pokladů: Kniha tajemství
Lovci pokladů: Kniha tajemství je film z roku 2007, pokračování filmu Lovci pokladů z roku 2004. Hlavními postavami jsou opět Ben Gates (Nicolas Cage), Riley Poole (Justin Bartha), Abigail Chase (Diane Krugerová) a Benův otec (Jon Voight). Novými postavami jsou Benova matka (Helen Mirrenová) a Mitch Wilkinson (Ed Harris).

## Děj filmu
Další dobrodružství lovce pokladů Benjamina Gatese v podání Nicolas Cage plné tajemství, konspirace, překvapivých zvratů a zábavy. Pro Bena Gatese (Nicolas Cage) je historie stále živá a občas nabízí možnost nalézt neuvěřitelné poklady. Nyní je spolu se svým otcem (Jon Voight) ohromen nálezem dlouho ztracených stránek z deníku vraha, který zabil Abrahama Lincolna. Informace na těchto stránkách nesou šokující odhalení o tom, že se jejich předek, Thomas Gates, na atentátu podílel. Ben se musí se svou nyní už bývalou přítelkyní, archivářkou Abigail Chase (Diane Krugerová) a technickým kouzelníkem Rileym Poolem (Justin Bartha) vydat na dobrodružství za legendární Knihou tajemství, která snad pomůže očistit rodinné jméno. Pátrání po jednom z nejutajenějších a nejstřeženějších artefaktů je zavede například do Buckinghamského paláce (do něj se musí vloupat), do Bílého domu (do něj se také musí vloupat) i do divokých hor. Postupně odhalují stopy, které hrozí tím, že celé dějiny převrátí vzhůru nohama. Ben nakonec neváhá použít ani tajnou zbraň – svou matku v podání oscarové Helen Mirrenové.

## Obsazení a dabing
| Nicolas Cage    | Benjamin Gates                   |
| Jon Voight      | Patrick Gates, Benův otec        |
| Harvey Keitel   | agent FBI Peter Sadusky          |
| Ed Harris       | Mitch Wilkinson                  |
| Diane Krugerová | Dr. Abigail Chase                |
| Justin Bartha   | Riley Poole                      |
| Bruce Greenwood | Prezident USA                    |
| Helen Mirrenová | Dr. Emily Appleton, Benova matka |